# Auriculora
Auriculora is een monotypisch geslacht van korstmossen behorend tot de familie Ramalinaceae. De typesoort is Auriculora byssomorpha.